# В'ячеслав Бурба
В'ячеслав Бурба (5 липня 1977) — казахський, а згодом російський професійний боксер, чемпіон Азійських ігор, призер чемпіонату Азії.

## Аматорська кар'єра
1998 року, здобувши чотири перемоги над Ібрагімом Мусаві (Іран), Джитендером Кумаром (Індія), Кім Хо Чхоль (Південна Корея) та Ділшодом Ярбековим (Узбекистан), став чемпіоном Азійських ігор.
На чемпіонаті світу 1999 переміг Жолта Ердеї (Угорщина) і Андрейса Барабановса (Латвія), а у чвертьфіналі програв Акину Кулоглу (Туреччина).
На чемпіонаті Азії 1999, програвши у півфіналі Владиславу Візілтеру (Киргизстан), завоював бронзову медаль.

## Професіональна кар'єра
Не потрапивши на Олімпійські ігри 2000, пристав на пропозицію російського промоутера Володимира Кушніра і уклав контракт з його клубом «Петробоксинг» (Санкт-Петербург). Провів на профірингу 13 переможних боїв.